# Пребен Краб
Пребен Краб (дан. Preben Krab, 15 липня 1952) — данський академічний веслувальник.
Бронзовий призер Олімпійських Ігор 1968 року в складі розпашної двійки зі стерновим.